# Dáng hình thanh âm (manga)
Dáng hình thanh âm (Nhật: 聲の形 Hepburn: Koe no Katachi) là một loạt manga dài kỳ của Nhật Bản, do Ōima Yoshitoki viết kịch bản và vẽ minh họa. Manga xuất bản lần đầu dưới hình thức một one-shot vào tháng 2 năm 2011 trên tạp chí Bessatsu Shōnen Magazine, và sau đó bắt đầu đăng từng số đầy đủ trên tạp chí Weekly Shōnen Magazine vào tháng 8 năm 2013. Manga kết thúc phát hành vào ngày 19 tháng 11 năm 2014. Bộ truyện được Kodansha xuất bản dưới dạng 7 tập tankōbon tại Nhật Bản. Crunchyroll Mangal đã phát hành manga dưới dạng ấn bản số, và manga cũng được cấp phép bản quyền cho Kodansha Comics USA phát hành dưới dạng một ấn bản in tiếng Anh. Một phim điện ảnh anime chuyển thể cùng tên đã công chiếu tại Nhật Bản vào ngày 17 tháng 9 năm 2016.

## Truyền thông

### Manga
Ōima Yoshitoki sinh ra ở tỉnh Gifu, Nhật Bản. Cô yêu công việc trên các tạp chí manga dành cho giới trẻ như Tuần san Young Jump hay Weekly Shōnen Magazine từ khi còn nhỏ. Ở cao trung, cô lên ý tưởng vẽ một bộ manga. Ōima dự định chuyển đến Tokyo sau khi tốt nghiệp cao trung và muốn vẽ những chủ đề xung quanh mình khi vẫn còn thời gian. Trong quá trình làm việc bán thời gian, cô đã sử dụng những đồ dùng mới mua để sáng tác manga one-shot Dáng hình thanh âm. Cô tin đây là bộ manga chỉ có thể vẽ ở Gifu, nếu lúc đó cô không vẽ thì ở Tokyo cô sẽ không thể vẽ được. Vẽ tác phẩm này đối với cô còn mang ý nghĩa "tốt nghiệp". Năm 2008, khi Ōima 19 tuổi và tốt nghiệp cao trung, cô cùng gia đình đến Tokyo du lịch. Theo gợi ý của một người bạn, cô đã gửi one-shot Dáng hình thanh âm cho ban biên tập của Weekly Shōnen Magazine. Bộ truyện được chọn ở GIải thưởng manga tân binh xuất sắc nhất lần thứ 80, và là tác phẩm duy nhất được chọn, với số tiền thưởng 700.000 yên. Nhờ giải thưởng, bộ truyện được lên kế hoạch đăng trên tạp chí phụ Magazine Special số tháng 12 năm 2008. Tuy nhiên, ban biên tập nhận định bắt nạt do rối loạn bẩm sinh là một vấn đề nan giải trong xã hội nên bộ truyện đã không được xuất bản.
Sau khi Ōima nhận được sự ủng hộ của độc giả với tác phẩm đầu tay Marudokku Sukuranburu, giám đốc tạp chí Bessatsu Shōnen Magazine Park Jong-hyun đã không thể bỏ qua ý tưởng đưa Dáng hình thanh âm đến với bạn đọc. Vì vậy, ban biên tập đã nhiều lần tham khảo ý kiến của Liên đoàn Khiếm thính Nhật Bản, bộ phận pháp lý và luật sư của Kodansha để đánh giá xem liệu bộ truyện có phù hợp để xuất bản hay không, và phản hồi từ phía liên đoàn là "không cần thay đổi nội dung". Vì vậy, phiên bản one-shot của Dáng hình thanh âm đã ra mắt trên tạp chí Bessatsu Shōnen Magazine số tháng 2 năm 2011, phát hành vào ngày 8 tháng 1 năm 2011. One-shot đã nhận về đón nhận nồng nhiệt từ người đọc, vượt qua các loạt truyện nổi tiếng của tạp chí như Đại chiến Titan, Aku no Hana và Dōbutsu no Kuni, đứng đầu trong cuộc khảo sát độc giả, đây được coi là điều chưa từng có đối với một tân binh.
Aku no Hana kết thúc vào số tháng 6 năm 2012 và Ōima tiếp tục chuẩn bị cho việc xuất bản dài kỳ Dáng hình thanh âm. Chương đầu tiên của phiên bản đăng dài kỳ đã không vượt qua được cuộc họp của Weekly Shōnen Magazine. Tại buổi họp xuất bản, ý kiến của biên tập viên chia làm 3 loại: "〇", "△" và "×". Thông thường, rất nhiều "△" được đưa ra, nhưng khi thảo luận về Dáng hình thanh âm thì biên tập viên lại chia thành hai loại: "〇" và "×". Những người nắm giữ  "〇" coi bộ ruyện rất thú vị và cho rằng việc xuất bản những manga có ý nghĩa xã hội như vậy là dấu ấn và lợi thế của Weekly Shōnen Magazine. Những người nắm giữ "X" cũng thừa nhận Dáng hình thanh âm rất xuất sắc và mạnh mẽ nhưng lại sợ những tác hại mà nội dung bộ truyện có thể gây ra cho mọi người. Kết quả của cuộc họp là trước mắt nên xuất bản tác phẩm dưới dạng one-shot để kiểm tra sức hút.
Tổng biên tập đã nói với Ōima về vấn đề này, cùng chương đầu tiên đã xuất bản dưới dạng one-shot dài 61 trang trên tạp chí Weekly Shōnen Magazine số tháng 3 năm 2013 (phát hành ngày 20 tháng 2 năm 2013), có tựa đề "Remake", gồm một trang tiêu đề màu. Trước khi xuất bản, ban biên tập cũng đã yêu cầu sự hợp tác từ Liên đoàn Khiếm thính Nhật Bản và nhận được sự hỗ trợ mạnh mẽ trong công tác giám sát. Bộ phận pháp lý và luật sư cũng đọc manga và cân nhắc tác động tiêu cực của việc xuất bản. Một biên tập viên của Weekly Shōnen Magazine cho biết: "Đây thực sự là một tác phẩm mà tôi hy vọng mọi người có thể xem, ngay cả những bạn đọc tachiyomi", bản làm lại trở nên rất nổi tiếng sau khi được xuất bản, biên tập viên ban đầu lo lắng độc giả dễ bị tổn thương sau khi đọc nhưng một lượng lớn độc giả đã đưa ra những phản hồi tích cực. Doanh số bán bản in của tạp chí nhiều hơn số trước 60.000 bản – một điều ít thấy trong giới manga, bộ phận biên tập cũng nhận rất nhiều cuộc gọi, nội dung thay vì phản đối lại là sự động viên và cảm ơn. tính đến 18h00 sau khi xuất bản cùng ngày, đã có hơn 4.000 tweet liên quan trên Twitter, và phản hồi từ cả những người ủng hộ lẫn những người chỉ trích là rất đáng kể. Tuy nhiên, Park Jong-hyun cho biết anh cảm thấy nhẹ nhõm khi đọc những lời chỉ trích về Dáng hình thanh âm vào buổi tối muộn, điều này cho thấy đã có bước đột phá về lượng độc giả. Phản hồi của độc giả đã giúp khai thông việc xuất bản tác phẩm. Số tiếp theo của tạp chí (số 13 năm 2013) phát hành tuần cách tuần, đã thông báo rằng bộ truyện sẽ phát triển thành xuất bản dài kỳ.
Ngày 12 tháng 6 năm 2013, thông báo chính thức cho hay Dáng hình thanh âm sẽ đăng dài kỳ trên Weekly Shōnen Magazine từ số hỗn hợp thứ 36-37 của năm 2013, phát hành vào ngày 7 tháng 8 cùng năm. Chương đầu tiên của Dáng hình thanh âm dài 55 trang, gồm 3 trang bìa màu và xuất hiện trên trang bìa tạp chí, đây là điều hiếm thấy đối với một bộ truyện mới của tạp chí. Số này còn chứa những thông điệp ủng hộ việc xuất bản dài kỳ Dáng hình thanh âm, diễn viên lồng tiếng Kamiya Hiroshi là một trong số đó. Số tháng 9 Magazine Special xuất bản ngày 20 tháng 8 năm 2013, đăng bổ sung chương "7 tháng trước", sau đó được đưa vào tập 1 của tankōbon. Ngay sau khi phát hành tập 3, Ōima đã viết trong hộp tin nhắn từ các tác giả tạp chí Weekly Shōnen Magazine số 16 (phát hành ngày 19 tháng 3 năm 2014) rằng tác phẩm còn "cỡ ba tập nữa". Tuy nhiên trong cùng ngày, Park Jong-hyun đã tiết lộ trên Twitter rằng tankōbon của ấn phẩm dự kiến sẽ có tổng cộng 7 tập. Magazine Special xuất bản ngày 20 tháng 5 năm 2014 đã đăng bổ sung chương "Chị em" trong số tháng 6 năm 2015, sau này được đưa vào tập 4 tankōbon. Ngày 4 tháng 8 năm 2014, Park Jong-hyun thông báo trên Twitter rằng tác phẩm sẽ kết thúc trong số 51, phát hành vào ngày 19 tháng 11 năm 2014, kết thúc bộ truyện kéo dài khoảng một năm ba tháng.
Dáng hình thanh âm mở đầu như một manga được Ōima Yoshitoki viết kịch bản và vẽ minh họa, và được xuất bản khởi đầu từ một one-shot trong số phát hành tháng 2 năm 2011 của Bessatsu Shōnen Magazine. Manga sau đó được phát hành trở lại thành một loạt manga dài kỳ, và bắt đầu đăng từng số trong số phát hành hỗn hợp thứ 36-37 của Weekly Shōnen Magazine vào ngày 7 tháng 8 năm 2013; manga kết thúc vào số phát hành thứ 51 của tạp chí vào ngày 19 tháng 11 năm 2014. Tại Nhật Bản, loạt manga do Kodansha xuất bản được biên tập lại thành 7 tập tankōbon từ ngày 15 tháng 11 năm 2013 đến ngày 17 tháng 12 năm 2014. Kodansha Comics USA đã được cấp phép bản quyền phiên bản tiếng Anh của loạt manga tại Bắc Mỹ với tập đầu tiên được phát hành vào quý 2 năm 2015, và các tập tiếp theo được phát hành cách nhau hai tháng liền kề. Crunchyroll Manga đã sớm giành được quyền phát hành manga cho ấn bản số của phiên bản tiếng Anh. Tại Việt Nam, manga đã được cấp phép bản quyền cho nhà xuất bản Trẻ dưới tựa đề tiếng Việt chính thức là "Dáng hình thanh âm".

#### Danh sách tập
| - Chương 1: Ishida Shōya (石田将也) - Truyện ngoài lề: Bangai-hen 7-kagetsu Mae (番外編 7か月前) - Chương 2: Shikata no Nai koto (仕方の無いこと) - Chương 3: Hahahahaha (ははははは) - Chương 4: Kusottare Nishimiya (クソったれ西宮) - Chương 5: Kyozetsu Ningen (拒絶人間) |

| - Chương 6: Doushite (どうして) - Chương 7: Akirametakedo (諦めたけど) - Chương 8: Tomodachi tte (友達って) - Chương 9: Au Shikaku (会う資格) - Chương 10: Yokatta yokatta (よかったよかった) - Chương 11: Sonna Kao (そんな顔) - Chương 12: Nēchan (姉ちゃん) - Chương 13: Agaki (あがき) - Chương 14: Nishimiya Yuzuru (西宮結絃) |

| - Chương 15: Ureshīkoto (嬉しいこと) - Chương 16: Ubatta mono (奪ったもの) - Chương 17: Iminoaru Sonzai (意味のある存在) - Chương 18: Zenzen Kyōminai (全然興味ない) - Chương 19: Nekonokimochi (猫の気持ち) - Chương 20: Riyū (理由) - Chương 21: Tomodachi-gokko (友達ごっこ) - Chương 22: Shiritai (知りたい) - Chương 23: Tsuki (月) |

| - Chương 24: Henka (変化) - Chương 25: Ki no Sei (気のせい) - Chương 26: Nitamonodōshi (似たもの同士) - Chương 27: Kirai (嫌い) - Chương 28: Henshin (返信) - Chương 29: Bāchan (ばーちゃん) - Chương 30: Sasae (支え) - Chương 31: Tegami (手紙) - Chương 32: Gamushiro (ガムシロ) - Side Story: Bangai-hen Shimai (番外編 姉妹) |

| - Chương 33: Biggu Furendo "N" (ビッグフレンド"N") - Chương 34: Ikitakunai (行きたくない) - Chương 35: Rippana (立派な) - Chương 36: Hoshikatta mono (欲しかったもの) - Chương 37: Kono mama zutto (このままずっと) - Chương 38: Gishin Anki (疑心暗鬼) - Chương 39: Shosen Tanin (所詮 他人) - Chương 40: Dēto-gokko (デートごっこ) - Chương 41: Minna (みんな) - Chương 42: Hanabi (花火) |

| - Chương 43: Dokyōdameshi (度胸試し) - Chương 44: Gaiaku (害悪) - Chương 45: Mudadatta? (無駄だった) - Chương 46: Nagatsuka Tomohiro (永束友宏) - Chương 47: Sahara Miyoko (佐原みよこ) - Chương 48: Kawai Miki (川井みき) - Chương 49: Mashiba Satoshi (真柴 智) - Chương 50: Ueno Naoka (植野直花) - Chương 51: Nishimiya Shōkō (西宮硝子) - Chương 52: Shijima (静寂) |

| - Chương 53: Hashi e (橋へ) - Chương 54: Kimi e (君へ) - Chương 55: Kitaku (帰宅) - Chương 56: Tōkō (登校) - Chương 57: Saikai (さいかい) - Chương 58: Seika (成果) - Chương 59: Shinro (進路) - Chương 60: Nanimono (何者) - Chương 61: Sotsugyō (卒業) - Chương 62: Koe no Katachi (聲の形) |

### Anime điện ảnh
Chương cuối cùng của loạt manga được phát hành trong số thứ 51 của Weekly Shōnen Magazine năm 2014 thông báo rằng một dự án anime của loạt manga đã ở trong giai đoạn lên kế hoạch. Tập thứ 7 của manga đã tiết lộ dự án chuyển thể sẽ là một bộ phim điện ảnh chiếu rạp. Dự án anime chuyển thể sau đó được tiết lộ vào đầu tháng 10 năm 2015 rằng Kyoto Animation sẽ sản xuất một bộ phim dựa trên manga nguyên tác, Yamada Naoko làm đạo diễn và Shochiku là nhà phân phối phim. Trên trang website chính thức của dự án anime chuyển thể đã thông báo rằng Yoshida Reiko là người viết kịch bản cho bộ phim, Nishiya Futoshi đảm nhận thiết kế nhân vật và phim đã được lên lịch phát hành tại Nhật Bản vào ngày 17 tháng 9 năm 2016.

## Đón nhận
Dáng hình thanh âm đã nhận được giải thưởng "Manga mới xuất sắc nhất" năm 2008. Chủ đề của tác phẩm đã làm cho nó khó có thể xuất hiện trên một tạp chí manga nào, đến khi nó được để ý đến và trải qua nhiều tháng tranh luận về pháp lý ở ấn bản tháng 2 của Bessatsu Shounen Magazine, nơi manga đã giành được giải nhất. Do nội dung chủ đề của manga nên việc đăng từng số đã được xem xét và nhận hỗ trợ từ Liên đoàn Khiếm thính Nhật Bản. Tập đầu tiên của loạt manga đã bán được 31.714 bản in trong tuần phát hành đầu tiên, xếp hạng thứ 19 trên biểu đồ manga Oricon Nhật Bản. Tập hai xếp hạng thứ 12, và bán được 60.975 bản in trong tuần đầu tiên tại Nhật Bản. Cho đến tháng 3 năm 2014, các tập truyện đã có 700.000 bản in được phát hành. Năm 2016, bộ truyện đạt hơn 2,5 triệu bản in bán ra và trở thành một loạt manga dài kỳ gây được tiếng vang lớn. Manga đã được đề cử giải thưởng Manga Taishō lần thứ 8.
Tháng 2 năm 2015, Asahi Shimbun đã thông báo "Dáng hình thanh âm" là một trong chín đề cử của Giải thưởng Văn hóa Tezuka Osamu thường niên lần thứ 19. Manga đã chiến thắng ở hạng mục "tác giả mới triển vọng".
Tháng 4 năm 2016, manga nhận được đề cử tại giải thưởng Eisner Award 2016 cho hạng mục "ấn phẩm Châu Á quốc tế" xuất sắc nhất được xuất bản tại Hoa Kỳ". Năm 2017, Dáng hình thanh âm nằm trong danh sách "Các tiểu thuyết hình ảnh tuyệt vời dành cho vị thành niên" 2017 của Hiệp hội Dịch vụ Thư viện Thanh niên thuộc Hiệp hội Thư Viện Hoa Kỳ.